# Открытый чемпионат Австралии по теннису
Открытый чемпионат Австралии по теннису (англ. Australian Open) — один из четырёх турниров Большого шлема, ныне проводящийся в австралийском городе Мельбурн на кортах местного спортивного комплекса «Мельбурн-Парк». Основные сетки соревнования традиционно проводятся в двухнедельный отрезок в конце января — начале февраля, выявляя победителей в девяти разрядах: в пяти — у взрослых и четырёх — у старших юниоров.
Организатор турнира — Tennis Australia. C 1988 года игровым покрытием является одна из модификаций харда.

## История
Турнир был впервые проведён в Мельбурне в 1905 году и назывался «Чемпионат Австралазии» (англ. The Australasian Championships). В нём приняло участие 17 спортсменов, а на финальном матче присутствовало 5 тыс. зрителей. В 1927 году турнир переименовали в «Чемпионат Австралии» (Australian Championships). В 1969 году он стал открытым для профессионалов и получил своё нынешнее название.
Начиная с 1905 года, чемпионат проводился в шести разных местах:
- Мельбурн (54 раза),
- Сидней (17 раз),
- Аделаида (14 раз),
- Брисбен (7 раз),
- Перт (3 раза),
- Новая Зеландия (2 раза, в 1906 и 1912).

В 1972 году было принято решение проводить турнир в одном и том же городе каждый год. Местом проведения были выбраны травяные корты Теннисного клуба Куйонг (Kooyong Lawn Tennis Club), пригорода Мельбурна. Со временем, клуб Куйонг стал тесен для значительно выросшего турнира. К началу проведения чемпионата 1988 года было завершено строительство нового теннисного комплекса Мельбурн Парк (Melbourne Park, бывший Флиндерс Парк, Flinders Park), куда и было перенесено проведение турнира в том году. Перемещение было значительным успехом — посещение матчей незамедлительно выросло, и турнир 1988 года посетило на 90 % больше зрителей (266 436), чем в предыдущем году в Куйонг (140 000).
Помимо проблем со стадионом в Куйонге (где, помимо прочего, существовал наклон почвы, из-за которого игрокам на одной стороне главного корта приходилоь при выходе к сетке буквально подниматься в гору), на популярность Открытого чемпионата Австралии в конце 1970-х и начале 1980-х годов отрицательно влияла профессионализация тенниса. Ведущие игроки в это время зарабатывали уже настолько крупные суммы, что могли себе позволить пропустить даже турнир Большого шлема из-за того, что поездка на него означала пропуск рождественских и новогодних праздников. Крис Эверт пропустила этот турнир шесть раз подряд на пике карьеры, Мартина Навратилова — четыре раза; Бьорн Борг ни разу не принял участия в Открытом чемпионате Австралии после 1974, а Джимми Коннорс после 1975 года. В итоге победителями Открытого чемпионата Австралии становились игроки, которые ни на одном другом турнире Большого шлема не могли бы претендовать на победу: в женском одиночном разряде в 1978 году победила Крис О'Нил, а в 1979 году Барбара Джордан, в мужском одиночном разряде в 1980 году первенствовал Брайан Тичер. В связи с планами организации двухнедельного супертурнира во Флориде, возникла угроза, что он может вытеснить мельбурнское соревнование из списка турниров Большого шлема. Поэтому, чтобы упростить привлечение элитных игроков на Открытый чемпионат Австралии, после турнира в январе 1977 года было принято решение перенести время проведения на конец ноября и начало декабря. Поэтому в 1977 году чемпионат был проведён второй раз — в декабре. В этом месяце его продолжили устраивать и в последующие годы. Начиная с 1987 года турнир снова перенесли на январь, поэтому в 1986 году чемпионат не проводился.

## Корты
Теннисный комплекс Мельбурн Парка состоит, среди прочих, из 3 центральных кортов и 3 показательных кортов.
Главный корт турнира — Арена Рода Лейвера, был назван в честь легендарного австралийского теннисиста Рода Лейвера в 2000 году. Корт построен в 1988 году и вмещает 15 000 зрителей. В год его посещает более 1,5 млн зрителей. Корт оборудован раздвигающейся крышей, которая позволяет проводить матчи в дождь или сильную жару.
Второй корт турнира — Hisense Arena, был построен в 2000 году. Арена особенна тем, что легко может трансформироваться для проведения различных мероприятий. Помимо теннисных турниров, здесь проводятся соревнования по велоспорту, баскетболу, а также различные концерты. Вместимость трибун также изменяется в зависимости от конфигурации — 10 500 зрителей при проведении теннисных и баскетбольных матчей, 10 500 или 8900 при проведении концертов (в зависимости от расположения сцены), 4500 зрителей в режиме велодрома. Арена также оборудована раздвигающейся крышей.
Третий центральный корт — Арена Маргарет Корт, назван в честь наиболее успешной австралийской теннисистки в истории — Маргарет Корт, которая, в числе прочих побед, выиграла «Большой шлем» в 1970 году, побеждала, в общей сложности, 62 раза на турнирах Большого шлема (в одиночном и парных первенствах), что до сих пор является рекордом как для мужчин, так и для женщин; и была первой ракеткой мира. Ранее корт назывался «Первый показательный корт» (Show Court One), и был переименован 12 января 2003 года.
Все корты имеют хардовое покрытие марки Plexicushion. В первые годы после перехода с травяных газонов на искусственные корты использовалось прорезиненное покрытие Rebound Ace. В прохладную погоду оно давало правильный отскок, не было ни слишком быстрым, ни слишком медленным и обеспечивало хорошее сцепление ноги с кортом, однако в жару резина начинала плавиться и корты становились липкими, что за один только турнир 1990 года привело к тяжёлым травмам у Габриэлы Сабатини и Марка Вудфорда.

## Победители
Победителю турнира в мужском разряде вручается Кубок Нормана Брукса, названный в честь австралийского теннисиста Нормана Брукса, который внёс немалый вклад в развитие чемпионата и был, в том числе, его победителем (в 1911 году).
Победительнице женского турнира вручается Кубок памяти Дафны Акхёрст, названный в честь австралийской теннисистки Дафны Акхёрст, пять раз становившейся чемпионкой соревнования (1925-26 и 1928-30 годы).
- Список финалов Открытого чемпионата Австралии по теннису в мужском одиночном разряде
- Список финалов Открытого чемпионата Австралии по теннису в женском одиночном разряде
- Список финалов Открытого чемпионата Австралии по теннису в мужском парном разряде
- Список финалов Открытого чемпионата Австралии по теннису в женском парном разряде
- Список финалов Открытого чемпионата Австралии по теннису в смешанном парном разряде

- Список финалов Открытого чемпионата Австралии по теннису в одиночном разряде среди юношей
- Список финалов Открытого чемпионата Австралии по теннису в одиночном разряде среди девушек
- Список финалов Открытого чемпионата Австралии по теннису в парном разряде среди юношей
- Список финалов Открытого чемпионата Австралии по теннису в парном разряде среди девушек

## Рекорды и статистика
Самые молодые победители
Мужчины:  Кен Розуолл — 18 лет и 2 месяца (1953)
Женщины:  Мартина Хингис 16 лет и 3 месяца (1997)
Самые возрастные победители
Мужчины:  Кен Розуолл — 37 лет и 2 месяца (1972)
Женщины:  Тельма Лонг — 35 лет и 8 месяцев (1954)
Несеянные чемпионы
Мужчины:  Марк Эдмондсон (1976)
Женщины:  Крис О'Нил (1978)
Первый чемпион-иностранец
Мужчины:  Фред Александр (1908)
Женщины:  Дороти Раунд (1935)
Самые продолжительные победные серии
Мужчины:  Рой Эмерсон — 5 раз (с 1963 по 1967 годы)
Женщины:  Маргарет Корт — 7 раз (с 1960 по 1966 год)
Наибольшее количество участия в финалах
Мужчины:  Новак Джокович — 10 раз (все победы: 2008, 2011—2013, 2015, 2016, 2019—2021, 2023)
Женщины:  Маргарет Корт — 12 раз (1960—1966, 1968 (поражение), 1969—1971, 1973)
Не проиграли ни одного гейма в рамках одного матча
Мужчины: (6-0 6-0 6-0) 
 Джеймс Андерсон — 1 раз (1925) 
  Фред Перри — 1 раз (1935) 
 Джон Бромвич — 1 раз (1949) 
  Нил Фрейзер — 1 раз (1953) 
  Мартин Маллиган — 1 раз (1960) 
  Ричард Расселл — 1 раз (1966).
Женщины: (6-0 6-0) 
 Маргарет Корт — 4 раза (1961, 1963, 1969-70)
  Венди Тёрнбулл — 3 раза (1974, 1985)
  Мари Пьерс — 2 раза (1998)
  Ким Клейстерс — 2 раза (2007, 2011)
  Мария Шарапова — 2 раза (2013)
  Доминика Цибулкова — 1 раз (2009) 
  Вера Звонарёва — 1 раз (2009)
  Мария Хосе Мартинес Санчес — 1 раз (2010)
  Марион Бартоли — 1 раз (2011)
  Серена Уильямс — 1 раз (2013)
  Анника Бек — 1 раз (2014)
  Арина Соболенко — 2 раза (2023, 2024)
Наибольшее количество сыгранных геймов в финале
Мужчины: 71 гейм —  Джеральд Паттерсон победил Джона Кокса 3-6 6-4 3-6 18-16 6-3 (1927) 
 55 геймов —  Новак Джокович победил  Рафаэля Надаля 5-7 6-4 6-2 6-7 7-5 (2012)
Женщины: 38 геймов —  Дафна Акхерст победила Сильвию Харпер 10-8 2-6 7-5 (1930) 
 35 геймов —  Мартина Навратилова победила  Крис Эверт 6-7 6-4 7-5
Наименьшее количество сыгранных геймов в финале
Мужчины: 23 гейма —  Пэт О'Хара-Вуд победил  Берта Сент-Джона 6-1 6-1 6-3 (1923) 
  Джон Хокс победил  Джима Уилларда 6-1 6-3 6-1 (1926)
Женщины: 14 геймов —  Маргарет Корт победила  Яну Лиэйн 6-0 6-2 (1962) 
  Штеффи Граф победила  Аранчу Санчес-Викарио 6-0 6-2 (1994)

### Наибольшее количество сыгранных геймов на турнире
Мужчины: 93 гейма —  Дэннис Релстон победил  Джона Ньюкомба в 1/4 финала со счётом 19-17 20-18 4-6 6-3, матч продлился 281 минуту (1971)
Женщины: 48 геймов —  Чанда Рубин победила  Аранчу Санчес-Викарио в 1/4 финала со счётом 6-4 2-6 16-14 (1996)
Самый продолжительный матч
Мужчины: (353 минуты) —  Новак Джокович победил  Рафаэля Надаля в финале со счётом 5-7 6-4 6-2 6-7(5) 7-5 (2012)
Женщины: (284 минуты) —  Франческа Скьявоне победила  Светлану Кузнецову в четвёртом круге со счётом 6-4 1-6 16-14 (2011)
Самые титулованные (в одиночном разряде, паре, миксте)
Мужчины:  Адриан Квист (1936-50 годы) — 13 побед (3+10+0);  Джек Кроуфорд (1929-35 годы) — 11 побед (4+4+3);  Джон Бромвич (1938-50 годы) — 11 побед (2+8+1)
Женщины:  Маргарет Корт (1960-73 годы) — 22 победы (11+8+3);  Нэнси Уинн-Болтон (1926-51 годы) — 20 побед (6+10+4);  Тельма Лонг (1936-58 годы) — 18 побед (2+12+4)
Победители во всех разрядах на одном турнире (одиночном, паре и миксте)
Мужчины:  Джон Кокс — (1926);  Жан Боротра — (1928);  Джек Кроуфорд — (1932)
Женщины:  Дафна Акхерст — (1925, 1928-29 годы);  Нэнси Уинн-Болтон — (1940, 1947-48 годы);  Тельма Лонг — (1952);  Маргарет Корт — (1963)